# 豊玉中
豊玉中（とよたまなか）は、東京都練馬区の町名。現行行政地名は豊玉中一丁目から豊玉中四丁目。住居表示実施済区域。

## 地理
北部を豊玉北、南部を豊玉南、東部を中野区江古田、西部を中村と接する。町内に環状七号線、東京都道442号北町豊玉線が通っている。中野区江古田との境付近を開渠区間の中新井川（中野区側では江古田川と呼称する）が流れている。

### 地価
住宅地の地価は、2025年（令和7年）1月1日の公示地価によれば、豊玉中1-37-3の地点で47万2000円/m2となっている。

## 歴史

### 地名の由来
豊玉（ほうぎょく）小学校（1876年（明治9年）開校、1884年（明治17年）より豊玉中四丁目）の名をとったもの。小学校名の由来は、開校当時の学区であった北豊島郡と東多摩郡の郡名から。読み方は地名変更後に「とよたま」となった。制定のきっかけは、中野区に新井薬師があり、旧来の名称である中新井では紛らわしかったため。

## 世帯数と人口
2025年（令和7年）4月1日現在（練馬区発表）の世帯数と人口は以下の通りである。
| 丁目         | 世帯数    | 人口     |
| ------------ | --------- | -------- |
| 豊玉中一丁目 | 1,463世帯 | 2,491人  |
| 豊玉中二丁目 | 2,146世帯 | 3,423人  |
| 豊玉中三丁目 | 2,044世帯 | 3,166人  |
| 豊玉中四丁目 | 911世帯   | 1,978人  |
| 計           | 6,564世帯 | 11,058人 |

### 人口の変遷
国勢調査による人口の推移。
| 年                 | 人口   |
| ------------------ | ------ |
| 1995年（平成7年）  | 9,371  |
| 2000年（平成12年） | 9,063  |
| 2005年（平成17年） | 9,495  |
| 2010年（平成22年） | 9,974  |
| 2015年（平成27年） | 10,128 |
| 2020年（令和2年）  | 11,149 |

### 世帯数の変遷
国勢調査による世帯数の推移。
| 年                 | 世帯数 |
| ------------------ | ------ |
| 1995年（平成7年）  | 4,411  |
| 2000年（平成12年） | 4,524  |
| 2005年（平成17年） | 4,854  |
| 2010年（平成22年） | 5,364  |
| 2015年（平成27年） | 5,281  |
| 2020年（令和2年）  | 6,237  |

## 学区
区立小・中学校に通う場合、学区は以下の通りとなる（2022年7月現在）。
| 丁目         | 街区            | 小学校                 | 中学校                 |
| ------------ | --------------- | ---------------------- | ---------------------- |
| 豊玉中一丁目 | 全域            | 練馬区立豊玉東小学校   | 練馬区立豊玉第二中学校 |
| 豊玉中二丁目 | 10〜12番        | 練馬区立豊玉第二小学校 | 練馬区立豊玉第二中学校 |
| 豊玉中二丁目 | 1〜9番 13〜28番 | 練馬区立豊玉南小学校   | 練馬区立豊玉中学校     |
| 豊玉中三丁目 | 7〜10番         | 練馬区立豊玉南小学校   | 練馬区立豊玉中学校     |
| 豊玉中三丁目 | 1〜6番 11〜28番 | 練馬区立豊玉小学校     | 練馬区立豊玉中学校     |
| 豊玉中四丁目 | 全域            | 練馬区立豊玉小学校     | 練馬区立豊玉中学校     |

## 事業所
2021年（令和3年）現在の経済センサス調査による事業所数と従業員数は以下の通りである。
| 丁目         | 事業所数  | 従業員数 |
| ------------ | --------- | -------- |
| 豊玉中一丁目 | 44事業所  | 457人    |
| 豊玉中二丁目 | 114事業所 | 663人    |
| 豊玉中三丁目 | 85事業所  | 578人    |
| 豊玉中四丁目 | 27事業所  | 299人    |
| 計           | 270事業所 | 1,997人  |

### 事業者数の変遷
経済センサスによる事業所数の推移。
| 年                 | 事業者数 |
| ------------------ | -------- |
| 2016年（平成28年） | 257      |
| 2021年（令和3年）  | 270      |

### 従業員数の変遷
経済センサスによる従業員数の推移。
| 年                 | 従業員数 |
| ------------------ | -------- |
| 2016年（平成28年） | 1,810    |
| 2021年（令和3年）  | 1,997    |

## 施設
- 練馬区立豊玉小学校

## その他

### 日本郵便
- 郵便番号 : 176-0013[3]（集配局 : 練馬郵便局[17]）。